# 이중이
이중이(李重耳, ? ~ ?)는 서량의 황족으로 서량의 후주 이흠의 아들이었다. 아들은 이희(李熙), 손자는 이천석(李天锡)이고 이호(李虎)의 증조부이며 이병(李昞)의 고조부이다. 

## 생애
이중이는 당을 건국한 당 고조 이연(李淵)의 현조부이다. 구당서와 신당서에 의하면 그는 서량이 망한 후, 북조 북위(北魏)에 귀순, 북위에서 홍농태수(弘農太守)를 지냈다.
당나라 태종조(太宗朝) 시기, 홍농부군(弘農府君)으로 추존되어 칠묘에 위패가 봉안되었고 649년 당 태종이 사망하자 홍농부군의 사당은 철거되었다.

## 계보

### 조상
- 비조부: 이씨(李氏, 불명)
- 원조부: 이궤(李軌)
- 태조부: 이륭(李隆)
- 열조부: 이옹(李雍)
- 현조부: 이유(李柔)
- 고조부: 경왕 이엄
- 고조모: 양씨(梁氏)
- 증조부: 간왕 이창
- 조부: 흥성제 이고
- 부황: 후주 이흠
- 모친: 윤태후(尹太后)

### 후손
- 부인: 불명
- 아들: 헌조 이희
- 손자: 의조 이천석
- 증손자: 태조 이호
- 현손자: 세조 이병
- 내손자: 당 고조
- 곤손자: 당 태종
- 잉손자: 당 고종
- 운손자: 당 중종, 당 예종
- 이손자: 당 현종 - 예종의 아들